# Balsemwormkruid
Balsemwormkruid (Tanacetum balsamita) is een vaste plant uit de composietenfamilie en wordt gebruikt als kruid.
De polvormende plant wordt 80–150 cm hoog en vormt wortelstokken (rizomen). Aan de vertakte en pluimvormig behaarde stengel zitten leerachtige, blauwgroene tot 20 cm lange bladeren. De bladrand is gezaagd en de onderkant van het blad is fijn behaard.
Balsemwormkruid bloeit aan het eind van de zomer met geelgroene, buisbloempjes in 4–8 mm grote hoofdjes die een schermachtige pluimvormige bloeiwijze vormen en sterk naar etherische olie ruiken.
De plant bevat veel verschillende etherische oliën, waaronder veel carvon en in mindere mate kamfer en thujon.

## Geschiedenis
In de middeleeuwen werd het kruid gebruikt als wondbalsem en als middel om wormen te verdrijven. Vaak kreeg het kruid ook de naam vrouwenmunt. Die kreeg het omdat het de pijn tijdens de bevallingen verzachtte. Ook werd het gebruikt bij het bierbrouwen omwille van de aangename bittere smaak en de vermeende bewarende werking.

## Gebruik
Balsemwormkruid houdt van goed gedraineerde grond en van volle of halfvolle zon, want zonder voldoende zon vormt het geen bloemen.

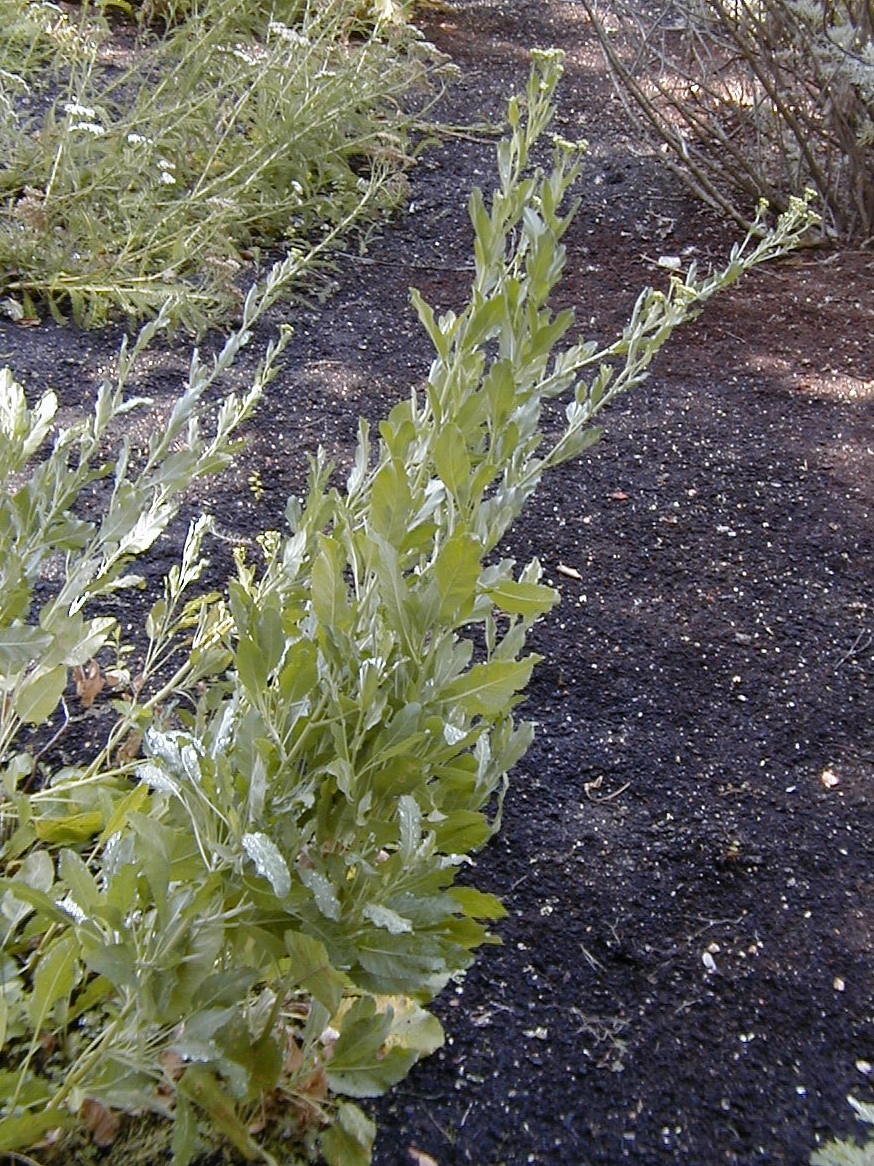
Plant